# Albert-Félix-Théophile Thomas
Albert-Félix-Théophile Thomas (Marsella, 1847 - París, 1907) fue un arquitecto francés. Alumno de Alexis Paccard y de Léon Vaudoyer en la École des Beaux-Arts de París, obtuvo el Premio de Roma en 1870 por su proyecto titulado Une école de médecine y una beca para proseguir su formación en la Académie de France de Roma, entre el 15 de febrero de 1871 y el 31 de diciembre de 1874. Viajó por Grecia y Asia menor, enviando en 1875 un trabajo sobre el templo de Apolo en Mileto y otro sobre el del templo de Atenea en Priene que le reportó una medalla en la Exposición universal de París de 1878. De 1896 a 1900, participó al diseño y construcción del Grand Palais de París, junto con Henri-Adolphe-Auguste Deglane, Louis-Albert Louvet y Charles-Louis Girault, asumiendo la dirección de la obra de construcción del ala oeste, el Palacio de Antin, que en 1937 se bautizaría como Palais de la découverte, y las elevaciones correspondientes sobre la avenida de Antin. Interesado también por la mecánica, inventó en 1877 un reloj de cuco suizo que no alcanzó éxito.